# François Garran de Balzan
Pour les articles homonymes, voir Balzan (homonymie).
François Gabriel Émile Garran de Balzan est un homme politique français né le 30 janvier 1838 à Saint-Maixent (Deux-Sèvres) et mort le 28 décembre 1902 à Paris 6e.
Conseiller municipal d'Augé en 1869, puis maire en 1875, il devient maire de Vausseroux en 1876. Révoqué par le gouvernement du 16 mai 1877, il retrouve son poste à la chute de ce gouvernement. Il est également conseiller général du canton de Ménigoute. Il est sénateur des Deux-Sèvres de 1886 à 1902; siégeant à gauche. Il se distingue par un ton très virulent contre l'influence des compagnies de chemins de fer, et contre ses collègues sénateurs qui en sont les relais à la commission des Finances.
Il est mort le 28 décembre 1902, à Paris, 17, rue de Médicis, il était célibataire, ses obsèques ont eu lieu à Augé.

### Sources
- « François Garran de Balzan », dans Adolphe Robert et Gaston Cougny, Dictionnaire des parlementaires français, Edgar Bourloton, 1889-1891 [détail de l’édition]
- « François Garran de Balzan », dans le Dictionnaire des parlementaires français (1889-1940), sous la direction de Jean Jolly, PUF, 1960 [détail de l’édition]
- « François Garran de Balzan » sur le site du Sénat : extrait du « Robert et Cougny » et extrait du « Jean Jolly », en ligne.